# Bryan Daniel O'Connor
Pour les articles homonymes, voir O'Connor.
Bryan Daniel O'connor est un astronaute américain né le 6 septembre 1946.

## Vols réalisés
- 27 novembre 1985 : Atlantis (STS-61-B)
- 5 juin 1991 : Columbia (STS-40)